# Гринліф (Вісконсин)
Гринліф (англ. Greenleaf) — переписна місцевість (CDP) в США, в окрузі Браун штату Вісконсин. Населення — 733 особи (2020).

## Географія
Гринліф розташований за координатами 44°19′1″ пн. ш. 88°5′49″ зх. д. / 44.31694° пн. ш. 88.09694° зх. д. (44.316926, -88.097044).  За даними Бюро перепису населення США в 2010 році переписна місцевість мала площу 2,70 км², уся площа — суходіл.

## Демографія
Згідно з переписом 2010 року, у переписній місцевості мешкало 607 осіб у 245 домогосподарствах у складі 173 родин. Густота населення становила 225 осіб/км².  Було 261 помешкання (97/км²).
Расовий склад населення:
| - 87,3 % — білих - 1,2 % — корінних американців - 0,5 % — чорних або афроамериканців - 0,3 % — азіатів - 10,0 % — осіб інших рас |

До двох чи більше рас належало 0,7 %. Частка іспаномовних становила 11,4 % від усіх жителів.
За віковим діапазоном населення розподілялося таким чином: 25,9 % — особи молодші 18 років, 65,7 % — особи у віці 18—64 років, 8,4 % — особи у віці 65 років та старші. Медіана віку мешканця становила 34,9 року. На 100 осіб жіночої статі у переписній місцевості припадало 103,7 чоловіків;  на 100 жінок у віці від 18 років та старших — 106,4 чоловіків також старших 18 років.
Середній дохід на одне домашнє господарство  становив 49 436 доларів США (медіана — 43 309), а середній дохід на одну сім'ю — 50 280 доларів (медіана — 39 837). Медіана доходів становила 40 500 доларів для чоловіків та 28 125 доларів для жінок. За межею бідності перебувало 24,2 % осіб, у тому числі 34,8 % дітей у віці до 18 років та 6,9 % осіб у віці 65 років та старших.
Цивільне працевлаштоване населення становило 325 осіб. Основні галузі зайнятості: виробництво — 21,2 %, сільське господарство, лісництво, риболовля — 14,2 %, роздрібна торгівля — 13,8 %.